# Nanorrhinum dichondrifolium
Nanorrhinum dichondrifolium är en grobladsväxtart som först beskrevs av George Bentham, och fick sitt nu gällande namn av Betsche. Nanorrhinum dichondrifolium ingår i släktet Nanorrhinum och familjen grobladsväxter. Inga underarter finns listade i Catalogue of Life.